# Liste des rues de Vienne/Innere Stadt
Ceci est une liste des rues et places du Ier arrondissement de Vienne en Autriche.
- Haut – A
- B
- C
- D
- E
- F
- G
- H
- I
- J
- K
- L
- M
- N
- O
- P
- Q
- R
- S
- T
- U
- V
- W
- X
- Y
- Z

## A
- Abraham-a-Sancta-Clara-Gasse, 1903, d'après Abraham a Sancta Clara
- Akademiestrasse, 1862 d'après l'académie de commerce (1860-1862)
- Albertinaplatz, 1934, d'après l'Albertina, de 1877 à 1920 Albrechtsplatz, jusqu'en 1934 Revolutionsplatz
- Alte Walfischgasse
- Am Gestade, 1862, de 1848 à 1862 An der Gstetten
- Am Hof
- An der Hülben, première mention en 1367, d'après un étang, depuis 1909 nom officiel
- Annagasse, 1750, d'après l'église Sainte Anne, première mention en 1290 en tant que Pippingerstrasse
- Auerspergstrasse, 1862, d'après Johann Adam von Auersperg et son Palais Auersperg, auparavant Am Glacis et Am Paradeplatz
- Augustinerbastei, partie de l'enceinte de Vienne construite entre 1548 et 1552 et démantelée en 1863
- Augustinerstrasse, 1862, d'après le monastère des Augustins, au Moyen Âge Hochstrasse, depuis 1547 Augustinergasse.
- Auwinkel, de 1547 à 1786 d'après un abattoir Im Sauwinkel, renommée en 1862.

## B
- Babenbergerstrasse, 1863, d'après les Babenbergs
- Bäckerstrasse, 1862, d'après les boulangers s'y étant installés depuis le XIVe siècle
- Ballgasse, 1547, d'après le Ballhaus Auf der Dacken
- Ballhausplatz, 1906, d'après le Ballhaus, première mention en 1786, renommée en 1848 en Revolutionsplatz
- Bankgasse, 1862, d'après la banque austro-hongroise construite entre 1820 et 1822
- Barbaragasse, 1862, d'après l'église Sainte-Barbe
- Bartensteingasse, 1873, d'après Johann Christian Bartenstein
- Bauernmarkt, 1862, d'après le marché des paysans mentionné dès 1440
- Beethovenplatz, 1904, d'après Ludwig van Beethoven
- Bellariastrasse, 1869, d'après la Bellaria, une préconstruction de la Hofburg
- Biberstrasse, 1902, d'après la dynastie de ministres des Biber du Moyen Âge
- Blumenstockgasse, 1862, d'après l'hôtel Zum alten Blumenstock
- Blutgasse, de 1368 à 1392 Kothgässel, plus tard Chorgässlein
- Bognergasse, 1563, d'après les fabricants d'arcs du Moyen Âge
- Börsegasse, 1870, d'après la Bourse de Vienne construite entre 1874 et 1877
- Börseplatz, 1870, d'après la Bourse de Vienne construite entre 1874 et 1877
- Bösendorferstrasse, 1919, d'après Ludwig Bösendorfer, avant Giselastraße
- Brandstätte, 1876, d'après le lieu-dit Brandstatt mentionné en 1373
- Bräunerstrasse, en 1642 Breittenstrasse, en 1664 Preitenstrasse, en 1701 Breunerstrasse, en 1710 Breinerstrasse, depuis 1862 Bräunerstrasse.
- Bruno-Kreisky-Gasse, 1991, d'après Bruno Kreisky
- Burgring, fait partie du Ring, d'après la Hofburg

## C
- Canovagasse, 1865, d'après le sculpteur Antonio Canova
- Christinengasse, 1867, d'après Marie-Christine de Habsbourg-Lorraine
- Churhausgasse, créé en 1309, renommé en 1862 d'après le Churhaus
- Cobdengasse, 1865, d'après Richard Cobden
- Coburgbastei, 1863, d'après le Palais Coburg et l'ancienne Braunbastei
- Concordiaplatz, 1880, d'après le Presseclub Concordia

## D
- Desider-Friedmann-Platz, d'après Desider Friedmann
- Deutschmeisterplatz, d'après le Deutschmeister de l'ordre Teutonique
- Doblhoffgasse, d'après le juriste Anton von Doblhoff-Dier
- Domgasse, 1862, d'après la cathédrale Saint-Étienne, auparavant Kleine Schülerstrasse.
- Dominikanerbastei, d'après le monastère des dominicains
- Donnergasse, d'après Georg Raphael Donner
- Dorotheergasse, d'après le Dorotheum
- Drachengasse, 1656, d'après la maison Zum goldenen Drachen (Au dragon doré)
- Drahtgasse, d'après le marché des vendeurs de fil métallique
- Dr.-Ignaz-Seipel-Platz, d'après Ignaz Seipel
- Dr.-Karl-Lueger-Platz, d'après Karl Lueger
- Dr.-Karl-Lueger-Ring, fait partie du Ring, d'après Karl Lueger
- Dr.-Karl-Renner-Ring, fait partie du Ring, d'après Karl Renner
- Dumbastraße, d'après Nikolaus Dumba

## E
- Ebendorferstrasse, 1873, d'après Thomas Ebendorfer
- Elisabethstrasse, 1862, d'après l'impératrice Élisabeth
- Ertlgasse, 1894, d'après Maria Anna von Ertl
- Eschenbachgasse, 1863, d'après Jakob Eschenbacher
- Esslinggasse, 1869, d'après la bataille d'Essling
- Essiggasse, 1908, d'après les commerçants du vinaigre

## F
- Fahnengasse, 1898, d'après l'affaire des drapeaux de 1798
- Falkestrasse, 1901, d'après l'historien de l'art Jakob Ritter von Falke
- Färbergasse, 1908, d'après les teintureries anciennes, au XVe siècle et XVIe siècle Hofgässlein, dès 1563 Färbergässel, dès 1776 Färbergasse
- Felderstrasse, 1899, d'après le maire de Vienne Cajetan Felder
- Fichtegasse, 1865, d'après le philosophe Johann Gottlieb Fichte
- Fischerstiege, 1373, d'après un chemin allant au canal du Danube actuel
- Fischhof, 1255, d'après l'ancien marché aux poissons
- Fleischmarkt, 1220, d'après l'ancien marché des bouchers
- Franziskanerplatz, 1624, d'après le monastère des Franciscains
- Franz-Josefs-Kai, construit dans le cadre de la régulation du Danube entre 1858 et 1860 d'après l'empereur François-Joseph Ier
- Freisingergasse, 1862, d'après le Freisinger Hof, ultérieurement Trattnerhof
- Freyung
- Friedrich-Schmidt-Platz, 1907 d'après Friedrich Schmidt
- Friedrichstrasse, 1862, d'après Frédéric III
- Fritz-Wotruba-Promenade, 1993, d'après Fritz Wotruba
- Führichgasse, 1876, d'après Joseph von Führich
- Fütterergasse, 1786, d'après les commerçants de denrées alimentaires

## G
- Gartenbaupromenade, 1962, d'après l'ancien bâtiment d'horticulture
- Gauermanngasse, 1870, d'après Friedrich Gauermann et son père Jakob Gauermann
- Georg-Coch-Platz, 1913, d'après Theodor Georg von Coch, auparavant Lisztstrasse
- Getreidemarkt, 1866, d'après les réservoirs de blé, jusqu'en 1864 lieu du marché des blés
- Gluckgasse, 1894, d'après Christoph Willibald Gluck, auparavant Klostergasse
- Goethegasse, 1919, d'après Johann Wolfgang von Goethe
- Goldschmiedgasse, 1305, rue des orfèvres
- Gölsdorfgasse, 1919, d'après Karl Gölsdorf, auparavant Augustengasse
- Gonzagagasse, 1861, d'après Hannibal François Marie de Gonzague
- Göttweihergasse, 1862, d'après le Göttweiger Hof, auparavant Kochgasse
- Graben
- Grashofgasse, 1832, d'après le Grashof (1337, fait partie du Heiligenkreuzerhof)
- Griechengasse, 1862, d'après les Grecs vivant dans ce quartier
- Grillparzerstrasse, 1873, d'après Franz Grillparzer
- Grünangergasse, 1786, d'après un Anger du XIIe siècle, en 1776 Am grünen Anger

## H
- Haarhof, 1444, marché des vendeurs du lin ((de) Flachs qui à l'époque est également appelé Haar)
- Habsburgergasse, 1862, d'après les Habsbourgs, auparavant Obere Bräunerstraße
- Hafnersteig, 1786, d'après les fabricants de fours ((de) Hafner), jusqu'en 1547 Unter den Hafnern, 1710 Hafnergässl
- Hansenstrasse, 1894, d'après l'architecte danois Theophil von Hansen, auparavant Amaliengasse et Amalienstrasse
- Hanuschgasse, 1924, d'après Ferdinand Hanusch, depuis 1865 Hofgartengasse
- Hegelgasse, 1865, d'après Georg Wilhelm Friedrich Hegel
- Heidenschuss, 1274, origine inconnue
- Heinrichsgasse, 1862, d'après l'archiduc Henri Antoine Marie Rainer
- Heldenplatz
- Helferstorferstrasse, 1880, d'après l'abbé du Schottenstift Othmar Helferstorfer, auparavant Schottensteig
- Herbert-von-Karajan-Platz, 1996, d'après Herbert von Karajan
- Herrengasse, 1547, d'après les états (« Herren ») qui font construire le Landhaus
- Hessgasse, 1870, d'après le maréchal Heinrich von Hess
- Himmelpfortgasse, en 1272 Traibotenstrasse, mentionnée également en tant que Tragebotenstrasse, 1373 une partie de Auf dem hohen Steig, 1526 Bei der Himmelpforte auf dem Steig, depuis 1795 d'après le monastère « Himmelspforte »
- Hohenstaufengasse, 1870, d'après les Hohenstaufen
- Hoher Markt, 1233, plus ancienne place de Vienne, place de marché

## I
- In der Burg, 1919, d'après la cour intérieure de la Hofburg, de 1547 à 1819 Burgplatz, puis Innerer Burgplatz, 1846 Franzensplatz
- Irisgasse, 1862, d'après le magasin Zur Irisblume, de 1600 à 1779 Hundsfottgässel, de 1786 à 1862 Glockengasse

## J
- Jakobergasse, 1862, d'après le monastère St. Jakob auf der Hülben, en 1374 Hinter St. Jakob
- Jasomirgottstraße, 1876, d'après Henri II
- Jerusalem-Stiege, 1996, d'après le trimillénaire de Jérusalem
- Jesuitengasse, 1862, d'après la communauté de jésuites, auparavant Kirchengasse
- Johannesgasse, d'après l'église de l'ordre de Saint Jean « Zum hl. Johannes der Täufer », auparavant Johannesstrasse et St. Johannesstrasse
- Jordangasse, 1786, d'après la maison « Zum kleinen Jordan, mentionnée dès 1421
- Josef-Meinrad-Platz, 1997, d'après Josef Meinrad
- Josefsplatz, 1780, d'après l'empereur Joseph II, en 1750 Ballplatz, ultérieurement Bibliotheksplatz.
- Josefstädter Straße, 1862, d'après l'ancienne commune de Josefstadt, de 1690 à 1778 Burggasse, Burgtorstrasse et Obere Burgtorgasse, de 1778 à 1862 Kaisergasse
- Judengasse, 1863, d'après les commerçants juifs, au XVe siècle Am hohenmarkht am silberpuhel
- Judenplatz
- Julius-Raab-Platz, 1976 d'après Julius Raab, dès 1903 Aspernplatz
- Jungferngasse, 1414 daz lückelin et das Luckel, mentionnée en 1701, nom officiel depuis 1862, d'après une légende d'un rendez-vous meurtrier d'un galant

## K
- Kantgasse, 1865, d'après Immanuel Kant
- Karlsplatz, 1899, d'après Charles VI
- Kärntner Durchgang, d'après la Kärntner Strasse
- Kärntner Ring, partie du Ring, d'après la Kärntner Strasse
- Kärntner Strasse, 1257 strata Carinthianorum, route vers la Styrie, Carinthie jusqu'à Trieste et Venise
- Katzensteig, menait au Katzensteigtor, la plus ancienne porte de l'enceinte viennoise
- Kleeblattgasse, 1863, d'après la maison « Zum Kleeblatt », auparavant Ofenlochgasse, en 1350 Bei den Pfeilschnitzern, 1351 Pfeilerstraße, 1527 Unter den Pfeilschnitzern
- Kohlmarkt, entre 1255 et 1304 Witmarkt, de 1314 à 1352 Kohlenmarkt, d'après le marché du charbon de bois
- Köllnerhofgasse, 1394, d'après l'auberge des commerçants de Cologne
- Körblergasse, 1862, d'après les fabricants de corbeilles
- Kramergasse, au XVe siècle et XVIe siècle Am Lichtensteg, als man unter die Krem geht, 1514 Kramergässel, depuis 1786Kramergasse
- Krugerstrasse, 1298 Chrugstrazze, 1547 Krugstrasse, depuis 1776 Krugerstrasse, d'après les potiers
- Kühfussgasse, 1827, d'après l'enseigne Zum Kühfuss, en 1770 St. Peters Gässel.
- Kumpfgasse, en 1302 Champluken, 1314 Champflucken, 1390 Kumpfgässl, dès 1827 Kumpfgasse, d'après le Kumpf, ustensil des manufacteurs du textile
- Kurrentgasse, 1701 d'après les Kurrenten, ceux qui encaissent la dîme et autres taxes, auparavant Gässlein bei den weissen Brüdern, Judengasse, Currentengasse.

## L
- Landesgerichtsstraße (de), 1877, d'après le tribunal du Land construit entre 1834 et 1838, 1826 Am Glacis, de 1862 à 1872 Am Paradeplatz, puis Rathausstrasse
- Landhausgasse, 1846, d'après le Palais Niederösterreich (Landhaus Niederösterreich)
- Landskrongasse, 1408/09 d'après l'enseigne In der Landskron, 1710 Landskrongässel, depuis 1766 Landskrongasse, 1326 mentionné comme Hinter der Schlagstube
- Laurenzerberg, 1857, d'après le monastère Saint Laurent, auparavant Laurenzergassel
- Ledererhof, 1341 Im Ledererhof, 1795 Ledererhof, rue des marchands de cuir
- Leopold-Figl-Gasse, 1985, d'après Leopold Figl, auparavant Regierungsgasse
- Lichtenfelsgasse, 1880, d'après le juriste Thaddäus von Lichtenfels, auparavant Bürgermeistergasse
- Liebenberggasse, 1865, d'après le maire Johann Andreas von Liebenberg
- Liebiggasse, 1874, d'après Justus von Liebig
- Liliengasse, 1821, d'après la cour du Stift Lilienfeld (1622-1811), auparavant Armesündergasse
- Lobkowitzplatz, 1862, d'après le maréchal Wenzel Eusebius von Lobkowicz, auparavant Schweinemarkt, 1716 Spitalplatz.
- Lothringerstrasse, 1904, d'après le mariage de François Ier avec Marie-Thérèse (1736) et la fondation de la maison Habsbourg-Lorraine
- Löwelstrasse, 1876, d'après Hans Löbl, conseiller de Ferdinand Ier
- Lugeck, 1257 Luogeckhe

## M
- Mahlerstrasse, 1919 d'après Gustav Mahler, 1861 Maximilianstrasse, de 1938 à 1946 Meistersingerstrasse
- Makartgasse, 1894, d'après Hans Makart, auparavant Schillergasse
- Marc-Aurel-Strasse, 1886, d'après nach Marc Aurèle, auparavant Krebsgasse et Salzgasse
- Marco-d'Aviano-Gasse, 1935, d'après Marco d'Aviano, auparavant Schwangasse
- Maria-Theresien-Platz, 1888, d'après Marie-Thérèse
- Maria-Theresien-Strasse, 1870, d'après Marie-Thérèse
- Marienstiege, 1827, d'après la Sainte Marie, auparavant An unserer Frauen Stiege, An der Gstätten, Am Gestade, Stiege zur Kirche Maria am Gestade
- Max-Weiler-Platz, 2003, d'après Max Weiler
- Maysedergasse, 1876, d'après Josef Mayseder, vers 1305 Ziecherstrasse, de 1708 à 1862 Komödiengasse, puis Cäciliengasse
- Metastasiogasse, 1886, d'après Pietro Metastasio, auparavant Kreuzgasse
- Michaelerplatz, 1850, après l'église Saint Michel (XIIIe siècle)
- Milchgasse, 1380 Milchstrasse, vers 1846 St. Peter Gassel, d'après les marchands de lait
- Minoritenplatz, 1786, d'après l'ordre des cordeliers ((de) Minoriten), 1310 Bei den minneren Brüdern
- Mölker Bastei, 1870, d'après le bastion de l'abbaye de Melk
- Mölker Steig, 1871, montée vers l'ancien bastion de l'abbaye de Melk, auparavant Kleppergasse et Keilgasse
- Morzinplatz, 1888, après le comte Peter Prokop Morzin
- Museumsplatz, 1996, d'après le Museumsquartier
- Museumstrasse, 1870, d'après les Kunsthistorisches Museum et Naturhistorisches Museum, auparavant Schlaptenpromenade et Hofstallstrasse

## N
- Naglergasse, 1642, d'après les cloutiers ((de) Nagler), 1432 Unter den Nadlern, 1547 Naglergasse, une partie de la rue s'appelle Hinter St. Pankraz jusqu'en 1642
- Neubadgasse, 1862, d'après le Neubad (balneum ducis) mentionné en 1310
- Neuer Markt, 1234 nuiwe market ou novum forum, deuxième plus ancien marché de Vienne, inofficiellement Mehlmarkt
- Neutorgasse, 1870, d'après la nouvelle porte de la bastion construite en 1558
- Nibelungengasse, 1865, d'après la légende des Nibelungen
- Nikolaigasse, 1785, d'après le monastère Saint Nicolas (1274)

## O
- Operngasse, 1862, d'après l'opéra de Vienne
- Opernring, fait partie du Ring
- Oppolzergasse, 1874, d'après l'érudit Johann von Oppolzer et son fils Theodor Oppolzer, vers 1770 Hühnerloch, puis Kleppergasse
- Oskar-Kokoschka-Platz, 1980, d'après Oskar Kokoschka, auparavant dès 1914 Kopalplatz

## P
- Parisergasse, d'après l'enseigne Zum Parys (jugement de Pâris)
- Parkring, fait partie du Ring, d'après le parc s'y trouvant
- Passauer Platz, d'après le diocèse de Passau ayant l'autorité sur l'église Maria am Gestade de 1337 à 1805
- Pestalozzigasse, 1865, d'après Johann Heinrich Pestalozzi
- Petersplatz, 1848, d'après l'église Saint-Pierre, mentionné dès 1137, 1701 St. Petersfreithof, 1776 St. Peters Kirchhof, 1795 Am Peter
- Petrarcagasse, 1886, d'après Francesco Petrarca, depuis 1881 Ferstelgasse
- Philharmonikerstrasse, 1942, d'après le centenaire des Wiener Philharmoniker, auparavant dès 1862 Augustinerstrasse
- Plankengasse, l'empereur Joseph II enlève une partie des jardins des capucins en 1784 et donne l'ordre de construire des maisons längs der Planke, auparavant Neuburgerstrasse
- Postgasse, 1862, d'après le bâtiment principal de la poste construit en 1851, auparavant Bockgasse et Dominikanerplatz
- Predigergasse, 1854, d'après les dominicains s'étant établis à Vienne dès 1226 (ordo predicatorum)

## R
- Rabensteig, 1862, d'après l'auberge Zu den drei Raben (Aux trois corbeaux), vers 1850 Rabenplatz et Drei Rabengasse, puis Rabengasse
- Rathausplatz, 1870, d'après le nouvel hôtel de ville, l'ancien hôtel de ville se situant dans la Salvatorgasse, de 1907 à 1926 Dr.-Karl-Lueger-Platz, jusqu'en 1938 Rathausplatz, de 1938 à 1945 Adolf-Hitler-Platz.
- Rathausstrasse, 1870, d'après le nouvel hôtel de ville
- Rauhensteingasse, mentionné dès 1341, 1786 d'après le chevalier Otto Turzo von Rauheneck (Rauhenstein), qui possédait une maison dans cette rue en 1208. Dans les dernières années de sa vie Wolfgang Amadeus Mozart habite Kleinen Kayserhaus située jusqu'au milieu du XIXe siècle au 8 Rauhensteingasse à côté de l'actuel magasin Steffl. Une plaque commémorative indique que Mozart y décède le 5 décembre 1791[1].
- Rechte Wienzeile
- Reichsratsstrasse, 1873, d'après le bâtiment de l'ancien conseil de l'empire, qui héberge aujourd'hui le Parlement
- Reischachstrasse, 1906, d'après Hektor von Reischach, défenseur de Vienne lors du premier siège de Vienne
- Reitschulgasse, 1862, d'après l'école d'équitation de la Hofburg construite en 1735
- Renngasse, à l'origine Am Rossmarkt, les chevaux étaient montrés ici
- Riemergasse, 1862, d'après les ceinturiers, mentionné dès le XIIe siècle, au XIVe siècle Vilzerstraz, au XVe siècle Filzerstrasse
- Robert-Stolz-Platz, 1978, d'après Robert Stolz
- Rockhgasse, 1870, d'après Hans Rockh, maire de Vienne
- Rosenbursenstrasse, 1902, d'après l'une des sept grandes résidences anciennes de l'Université de Vienne
- Rosengasse, mentionné dès 1371 en tant que Rosengezzlein, depuis 1827 Rosengasse
- Rotenturmstrasse, 1862, d'après la Tour Rouge, construite en 1511, en 1270 Steig beim Rotenturm 1288 ruffa turris
- Rotgasse, mentionné en 1378 en tant que Radgässlein, 1795 Rothgasse
- Rudolfsplatz, 1862, d'après Rodolphe d'Autriche
- Ruprechtsplatz, 1862, d'après l'église Saint-Ruprecht, 1369 Am Kienmarkt
- Ruprechtsstiege, construite en 1827, 1862, d'après l'église Saint-Ruprecht

## S
- Salvatorgasse, 1862, d'après l'église Saint-Salvator, auparavant Passauer Gasse
- Salzgasse, 1786, d'après les marchands de sel
- Salzgries, mentionné dès 1322, d'après les marchands de sel
- Salztorgasse, 1861, d'après le Salztor (porte du sel), une des plus anciennes portes de l'enceintes viennoise, démantelé en 1759
- Schallautzerstrasse, 1906, d'après le maire de Vienne Hermes Schallautzer
- Schauflergasse, 1310 Schauffelgasse, plus tard Schüvellucke, Schauflerlüchen et Schauflochgasse, depuis 1766 Schauflergasse, origine inconnue
- Schellinggasse, 1869, d'après Friedrich Wilhelm Joseph Schelling
- Schenkenstrasse, 1862, d'après le Palais des échansons mentionné dès 1250
- Schillerplatz, 1870, d'après Friedrich Schiller
- Schmerlingplatz, 1893, d'après Anton von Schmerling, auparavant Reichsratsplatz
- Schönlaterngasse, d'après une enseigne de 1710, Zur schönen Laterne (Bei der schön Latern)
- Schottenbastei, 1862, d'après une partie de l'enceinte de Vienne, auparavant Gässel zur Bastei
- Schottengasse, 1346, d'après l'abbaye des bénédictins
- Schottenring, fait partie du Ring
- Schreyvogelgasse, 1885, d'après Joseph Schreyvogel, auparavant Kleppersteig et Mölkerbastei
- Schubertring, fait partie du Ring, d'après Franz Schubert
- Schulerstrasse, 1862, d'après l'école bourgeoise Saint-Étienne, auparavant Strata scole, Schullerstrasse, Schuolstrazze et Grosse Schulenstrasse
- Schulhof, 1421, d'après l'école juive, entre 1776 et 1786 Jesuitenplatz
- Schultergasse, 1786, connu depuis le XIVe siècle comme rue des forgerons et créateurs de blasons
- Schwarzenbergplatz
- Schwarzenbergstraße, 1870, d'après Karl Philipp de Schwarzenberg
- Schwedenplatz
- Schwertgasse, d'après une enseigne de 1591, Zu den sieben Schwertern
- Seilergasse, 1786, d'après les cordeliers, 1547 Unter den Seilern
- Seilerstätte, 1301, d'après les cordeliers
- Seitenstettengasse, 1827, d'après l'Abbaye de Seitenstetten, à l'origine Katzensteig
- Seitzergasse, 1786, d'après le Seitzerhof appartenant depuis 1325 au monastère de Mauerbach (ordre des Chartreux)
- Singerstrasse, 1862, 1267 Sulcherstrasse, d'après la famille des « Siniger » de Sünching
- Sonnenfelsgasse, d'après Josef von Sonnenfels, conseiller de Marie-Thérèse, à l'origine Bäckerstraaae, 1848 Märzstraaae, de 1938 à 1945 Johann-Sebastian-Bach-Gasse
- Spiegelgasse, 1701, d'après les marchands de miroirs, au XIVe siècle Laderstrasse
- Stadiongasse, 1874, d'après le ministre Johann Philipp von Stadion
- Stallburggasse, 1782, d'après la Stadelburg, les écuries et greniers de la cour
- Steindlgasse, d'après Johann Steindl, participant au siège de Vienne de 1683
- Stephansplatz, d'après la cathédrale Saint-Étienne de Vienne
- Sterngasse, 1886, d'après l'enseigne Zum weissen Stern
- Steyrerhof, origine inconnue
- Stock-im-Eisen-Platz, 1872, d'après la légende du « Stock im Eisen », mentionné dès 1533
- Stoss im Himmel, 1796, d'après la famille bourgeoise de Hans Stossanhimmel
- Strauchgasse, 1776, d'après la flore au bord de l'Ottakringerbach et de l'Alsbach (de), 1320 Strauchgazze
- Strobelgasse, 1795, d'après une famille bourgeoise viennoise mentionnée dès 1331

## T
- Tegetthoffstrasse, 1877, d'après Wilhelm von Tegetthoff
- Teinfaltstrasse, 1776, d'après la maison des chanoines mentionnée dès le XIVe siècle
- Theodor-Herzl-Platz, 2004, d'après Theodor Herzl
- Theodor-Herzl-Stiege, 1996, d'après Theodor Herzl
- Tiefer Graben, 1186, d'après le lit des Ottakringer Bach et Alserbach
- Trattnerhof, 1912, d'après l'éditeur Thomas von Trattner
- Tuchlauben, 1862, d'après les marchands du textile s'y étant établi depuis 1153, les Lauben désignent les arcades sous lesquelles se tenaient les marchands
- Tuchlaubenhof, 1912 d'après les marchands du textile

## U
- Universitätsstrasse, 1873, d'après l'Université de Vienne
- Uraniastrasse, 1913, d'après l'Urania, en 1906 Georg-Coch-Strasse.

## V
- Volksgartenstrasse, 1869, d'après le Volksgarten
- Vorlaufstrasse, 1886, d'après le maire Konrad Vorlauf (1335 - 1408), auparavant Sterngasse

## W
- Wächtergasse, 1862, d'après la police municipale y établie entre 1650 et 1773
- Walfischgasse, d'après l'auberge « Bey den Wallfisch » (vers 1700) et l'enseigne « Zum Jonas mit dem Walfisch »
- Wallnerstrasse, 1848, d'après les ouvriers du textile, au XIVe siècle Walichstrasse
- Weihburggasse, 1867, d'après la Weihenburg, partie de l'enceinte de Vienne
- Weiskirchnerstrasse, 1932, d'après l'homme politique viennois Richard Weiskirchner, auparavant Wollzeile
- Werdertorgasse, 1864, d'après le Werdertor, porte de l'ancienne enceinte de Vienne, mentionnée dès 1305
- Wiesingerstrasse, 1902, d'après Albert Wiesinger
- Wildpretmarkt, 1862, d'après les marchands de Wildpret (viande de sanglier, faisan, cerf etc.), au XIVe siècle Kammerhof, plus tard Neuer Kienmarkt
- Windhaaggasse, 1894, d'après Joachim Enzmüller von Windhaag, à l'origine Stiftgasse, puis Sternwartgasse
- Wipplingerstrasse, d'après une famille bourgeoise viennoise, 1272 Wildwerkaere Strazze, 1547 Bilpingerstrasse
- Wolfengasse, 1862, d'après l'auberge Zum weißen Wolf (Au loup blanc)
- Wollzeile, 1862, d'après les marchands de laine, 1158 Wollstrazze, 1261 Wollezeil

## Z
- Zedlitzgasse, 1865, d'après Joseph Christian von Zedlitz
- Zelinkagasse, 1869, d'après Andreas Zelinka

### Sites internet
- (de) Histoire des noms de rues de Vienne
- (de) Lexique des rues de Vienne